# Bagatelle (operett)

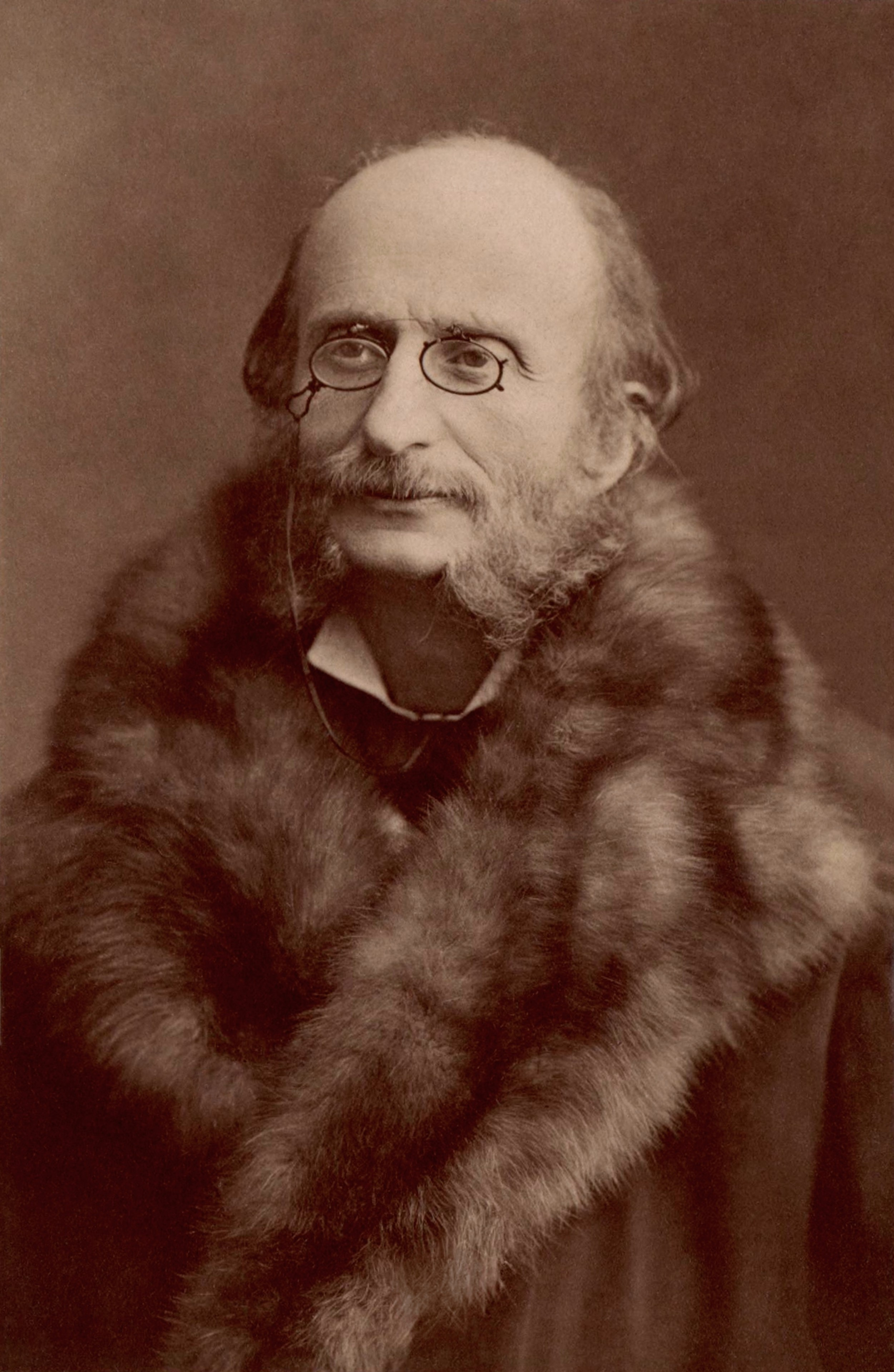
Jacques Offenbach

Bagatelle är en opéra-comique (operett) i en akt med musik av Jacques Offenbach och libretto av Hector Crémieux och Ernest Blum.

## Historia
Operetten hade premiär den 21 maj 1874 på Théâtre des Bouffes-Parisiens i Paris.

## Personer
| Roller                   | Röststämma | Premiärbesättning 21 maj 1874 (Dirigent: Jacques Offenbach) |
| ------------------------ | ---------- | ----------------------------------------------------------- |
| Bagatelle                | sopran     | Anna Judic                                                  |
| Georges de Planteville   | sopran     | Laurence Grivot                                             |
| Finette, Bagatelles husa | sopran     | Mme Suzanne                                                 |
| Pistache                 | baryton    | Édouard Georges                                             |

## Handling
Stycket utspelas hemma hos sångerskan Bagatelle. Hennes husa Finette har en affär med klarinettist Pistache. Efter en föreställning övar Bagatelle en bondesång när en 18-årig ung beundrare kommer in genom fönstret. Han heter Georges de Planteville och för att förvissa sig om att de får vara ensamma kastar han ut nycklarna genom fönstret. Men Pistache har gömt sig i lägenheten och nästa morgon får Finette släppa ut alla tre. Det visar sig att Georges hade försvarat Bagatelle under föreställningen mot några bråkstakar och Bagatelle faller i hans armar.